# Paluán
Paluán es un municipio filipino de cuarta categoría perteneciente a la provincia isleña de Mindoro Occidental en Mimaropa.
Con una extensión superficial de 565,40 km²,  tiene una población de 12.023 personas que habitan en 3.004 hogares.	
Su alcalde es Abelardo S. Pangilinán.
Para las elecciones a la Cámara de Representantes está encuadrado en Único Distrito Electoral de esta provincia.

## Geografía
El municipio de Paluán ocupa el extremo noroccidental de la isla de Mindoro frente al estrecho de Calavite que le separa de la isla de Lubang.
Su término linda al norte con el mencionado estrecho de Calavite y con el Pasaje de la Isla Verde; al sur y al oeste con el Mar de la China Meridional al que abre la bahía de Paluán; y al este con los municipios de Mamburán y de Abra de Ilog.
El Santuario de Vida Silvestre Monte Calavite (1.521 m s. n. m. ) se encuentra en el barrio de Harrison, al oeste del municipio.

## Barrios
El municipio  de Paluán se divide, a los efectos administrativos, en 12 barangayes o barrios, conforme a la siguiente relación:
| - Alipaoy - Harrison - Lumangbayan - Mananao | - Marikit - Mapalad (Barrio 1, Población) - Handang Tumulong (Barrio 2, Población) | - Silahis Ng Pag-Asa (Barrio 3, Población) - Pag-Asa Ng Bayan (Barrio 4, Población) | - Bagong Silang (Barrio 5, Población) - San Jose (Barrio 6, Población) - Tubili |

## Historia
A principios del siglo XVII se remonta  el distrito religioso de Calavite.
En 1850 formaban la provincia de Mindoro y contaba con una población de 525 almas.
El 13 de junio de 1950, la provincia de Mindoro se divide en dos porciones: Oriental y  Occidental.
La   provincia Occidental comprendía los siguientes ocho municipios: Abra de Ilog, Looc, Lubang, Mamburao, Paluán, Sablayán, San Jose y Santa Cruz.
El 5 de enero de 1901, durante la Ocupación Estadounidense de Filipinas Paluán se convirtió en un municipio.
El 13 de junio de 1950, la provincia de Mindoro se divide en dos porciones: Oriental y  Occidental.
La   provincia Occidental comprendía los siguientes ocho municipios: Abra de Ilog, Looc, Lubang, Mamburao, Paluán, Sablayán, San José y Santa Cruz.

## Patrimonio
Iglesia parroquial  católica bajo la advocación de San José.
Forma parte del Vicariato de Nuestra Señora del Pilar de  la Vicaría Apostólica de San José en Mindoro sufragánea  de la Arquidiócesis de Lipá.